# Agrostis jacutica
Agrostis jacutica é uma espécie de gramínea do gênero Agrostis, pertencente à família Poaceae.